# Ерёменко, Валентин (футболист)
Валентин Ерёменко (лит. Valentin Jeriomenko; 19 февраля 1989, Снечкус, Литовская ССР, СССР) — литовский футболист, полузащитник клуба литовской А Лиги «Ритеряй».

## Карьера
На профессиональном уровне дебютировал в 2007 году, отыграв 14 матчей за «Интерас» в высшей лиге Литвы. В 2008 году начал играть за клуб первой лиги «ЛККА ир Теледема», но по ходу сезона перешёл в минский «Локомотив», однако за основной состав команды не провёл ни одной игры, выступая лишь в молодёжном первенстве. В 2009 году подписал контракт с другим белорусским клубом «Сморгонь», однако весь сезон вновь провёл в молодёжном составе, так и не дебютировав в чемпионате Белоруссии. В 2010 году Ерёменко вернулся в Литву, где подписал контракт с клубом первой лиги «Атлантас». По итогам сезона добился с командой выхода в высшую лигу и в следующем сезоне провёл 10 матчей в А-лиге.
Летом 2011 года переехал в Польшу, где сменил три разных клуба, в каждом из которых провёл по одному сезону. В сезоне 2011/12 выступал в составе ченстоховской «Скры», за которую провёл 23 матча в четвёртой по значимости лиге Польши. Следующий сезон отыграл за команду «Окоцимский» во Второй лиге, где провёл 14 матчей, а также дошёл с командой до 1/16 Кубка Польши, где «Окоцимский» уступил варшавской «Легии» со счётом 0:4. Сезон 2013/14 начал уже в составе клуба Первой лиги «Вигры», за который провёл 9 матчей и забил 1 гол.
В 2014 году вновь вернулся в Литву, где перешёл в клуб первой лиги «Утенис», но в первом же сезоне помог команде подняться в А-лигу и следующие два года выступал за «Утенис» в высшей лиге. В 2016 ненадолго перешёл в норвежский «Киркенес», но уже в феврале 2017 вернулся в «Утенис», где провёл ещё полгода. Летом 2017 года подписал контракт с клубом «Тракай». 27 июля того же года дебютировал в еврокубках, выйдя на замену в матче 3-го отборочного раунда Лиги Европы против македонской «Шкендии».